# خوليو ريبيرو
خوليو ريبيرو (بالهندية: जूलियो फ्रांसिस रिबेरो؛ (بالإنجليزية: Julio Ribeiro) هو ضابط شرطة هندي، ولد في 5 مايو 1929.